# 50723 Beckley
50723 Beckley este o planetă minoră (asteroid) din centura de asteroizi. A fost descoperită pe 3 martie 2000 la Catalina Station⁠(d) de Catalina Sky Survey și a fost numită după Elizabeth Beckley⁠(d). 
Obiectul prezintă o orbită caracterizată de o semiaxă mare de 2,5416830112774 UAi, o excentricitate de 0,12343972802927, o înclinație de 11,784386463869 ° în raport cu ecliptica.